# John Carroll Lynch
John Carroll Lynch   (Boulder, 1 d'agost de 1963) és un actor i director estatunidenc.

## Biografia
Lynch va néixer a Boulder, Colorado. Va assistir a la Regis Jesuit High School a Denver. Va estudiar teatre a la Universitat Catòlica d'Amèrica i es va graduar amb una llicenciatura en Belles Arts el 1986.

## Carrera
Lynch era membre de la companyia Guthrie Theatre. Va protagonitzar diverses produccions, va fer gires amb la companyia i hi va treballar durant més de vuit temporades.
Lynch va fer el seu debut al llargmetratge a Dos vells rondinaires (1993). Es va fer notar en un paper secundari com Norm Gunderson a la pel·lícula Fargo (1996) dels germans Coen. Les seves altres pel·lícules destacades són Face/Off (1997), Bubble Boy (2001), Gothika (2003), Things We Lost in the Fire (2007), Gran Torino (2008), Shutter Island (2010), Paul (2011) i Amor, boig i estúpid (2011). Va retratar Arthur Leigh Allen a Zodiac (2007) i el primer creador de McDonald's, Mac McDonald, a El fundador (2016).
Lynch també ha tingut una àmplia carrera a la televisió. Va aparèixer a la comèdia de situació d'ABC The Drew Carey Show com el germà travestit del personatge principal, Steve Carey. També ha estat membre habitual del repartiment de sèries com Close to Home, Carnivàle, Body of Proof i les temporades 4, 5, 7 i 9 d'American Horror Story.
El 2018, Lynch va interpretar el paper principal de Bud Carl al drama de CBS All Access One Dollar. La sèrie es va cancel·lar després d'una temporada. El 2020, Lynch interpreta el paper principal de Rick Legarski a la sèrie dramàtica criminal de l'ABC Big Sky, creada per David E. Kelley. Després que el seu personatge fos assassinat, va ressorgir com a Wolf Legarski, el germà bessó de Rick. També va protagonitzar l'aclamada pel·lícula d'Aaron Sorkin The Trial of the Chicago 7, com l'activista David Dellinger.

## Filmografia

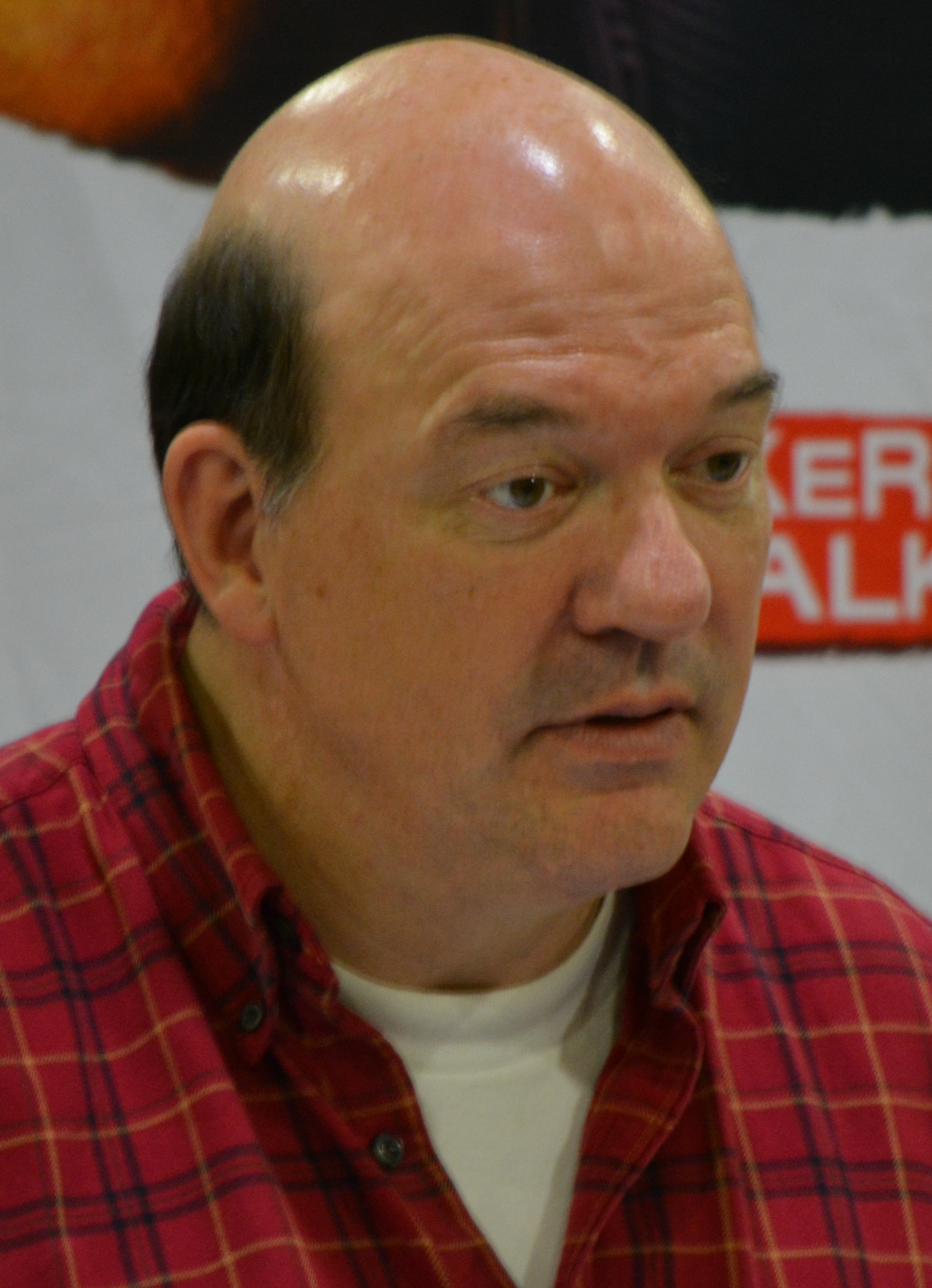
John Carroll Lynch el 2016

### Actor
| Any  | Títol                      | Paper               | Notes                      |
| ---- | -------------------------- | ------------------- | -------------------------- |
| 1993 | Dos vells rondinaires      | Home en moviment    |                            |
| 1995 | The Cure                   | Patró número 1      | Acreditat com a John Lynch |
| 1996 | Beautiful Girls            | Frank Womack        |                            |
| 1996 | Fargo                      | Norm Gunderson      |                            |
| 1996 | Fanàtic                    | Botiguer            |                            |
| 1996 | Feeling Minnesota          | Cop                 |                            |
| 1997 | Heretaràs la terra         | Ken LeSalle         |                            |
| 1997 | Volcano                    | Stan Olber          |                            |
| 1997 | Face/Off                   | Walton              |                            |
| 1998 | The Naked Man              | Sticks' Driver      |                            |
| 1998 | Mercury Rising             | Martin Lynch        |                            |
| 1999 | Pushing Tin                | Doctor Freeze       |                            |
| 1999 | Anywhere But Here          | Jack Irwin          |                            |
| 2000 | Gone in Sixty Seconds      | Impound Manager     |                            |
| 2000 | Gairebé perfecte           | L'advocat d'Abbie   |                            |
| 2001 | Bubble Boy                 | Mr. Livingston      |                            |
| 2002 | La bona noia               | Jack Field          |                            |
| 2003 | Confidence                 | Leon Ashby          |                            |
| 2003 | Gothika                    | El xèrif Ryan       |                            |
| 2004 | Missió no autoritzada      | Mr. Hartmunn        |                            |
| 2005 | Mozart and the Whale       | Gregory             |                            |
| 2007 | Full of it                 | Mr. Leonard         |                            |
| 2007 | Zodiac                     | Arthur Leigh Allen  |                            |
| 2007 | Things We Lost in the Fire | Howard Glassman     |                            |
| 2008 | Gran Torino                | Barber Martin       |                            |
| 2009 | Love Happens               | Walter              |                            |
| 2010 | Shutter Island             | Warden McPherson    |                            |
| 2010 | Sympathy for Delicious     | Evangelist Carroll  |                            |
| 2010 | Hesher                     | Larry               |                            |
| 2011 | Paul                       | Moses Buggs         |                            |
| 2011 | Amor, boig i estúpid       | Bernie Riley        |                            |
| 2012 | Lay the Favorite           | Dave Greenberg      |                            |
| 2013 | The Pretty One             | Frank               |                            |
| 2014 | Camp X-Ray                 | Col. James Drummond |                            |
| 2015 | The Invitation             | Pruitt              |                            |
| 2015 | Hot Pursuit                | Captain Emmett      |                            |
| 2015 | Ted 2                      | Tom Jessup          |                            |
| 2016 | Els miracles del cel       | Pastor Scott        |                            |
| 2016 | Shangri-La Suite           | Colonel Tom Parker  |                            |
| 2016 | Jackie                     | Lyndon B. Johnson   |                            |
| 2016 | El fundador                | Maurice McDonald    |                            |
| 2016 | The Architect              | Conway              |                            |
| 2018 | Private Life               | Charlie             |                            |
| 2019 | The Highwaymen             | Lee Simmons         |                            |
| 2020 | The Trial of the Chicago 7 | David Dellinger     |                            |

| Any        | Títol                          | Paper                                            | Notes       |
| ---------- | ------------------------------ | ------------------------------------------------ | ----------- |
| 1996       | Murder One                     | Carl Bickley                                     | 1x13        |
| 1996       | Frasier                        | Franklin                                         | 3x14        |
| 1997–2004  | The Drew Carey Show            | Steve Carey                                      | 72 episodis |
| 1997       | The Practice                   | Dr. Robert Larson                                | 2x07        |
| 1999       | Star Trek: Voyager             | Gerald Moss                                      | 5x22        |
| 2000       | The Fugitive                   | Raynor                                           | 1x01        |
| 2000       | The West Wing                  | Jack                                             | 2x09        |
| 2001       | Gideon's Crossing              | Sonny Green                                      | 1x04        |
| 2005       | Carnivàle                      | Varlyn Stroud                                    | 11 episodis |
| 2005–2006  | Close to Home                  | Steve Sharpe                                     | 21 episodis |
| 2007–2008  | K-Ville                        | James Embry                                      | 11 episodis |
| 2009       | Lie to Me                      | Mr. Reed                                         | 2x02        |
| 2009       | Monk                           | Kurt Pressman                                    | 8x09        |
| 2009       | CSI: Crime Scene Investigation | Buddy Arnold                                     | 10x05       |
| 2010; 2012 | The Glades                     | Mike Ogletree                                    | 1x01; 3x06  |
| 2010       | How to Make It in America      | Larry                                            | 1x07        |
| 2011–2012  | Body of Proof                  | Bud Morris                                       | 26 episodis |
| 2013       | Do No Harm                     | Will Hayes                                       | 10 episodis |
| 2014       | House of Lies                  | Gil Selby                                        | 3x02-3x03   |
| 2014       | The Americans                  | Fred                                             | 6 episodis  |
| 2014       | Manhattan                      | Daniel Ellis                                     | 1x06-1x07   |
| 2014–2019  | American Horror Story          | Mr. Jingles / Twisty the Clown / John Wayne Gacy | 18 episodis |
| 2015       | The Walking Dead               | Eastman                                          | 6x04        |
| 2016       | Billions                       | Mr. Gilbert                                      | 1x07        |
| 2016–2017  | Turn: Washington's Spies       | James Rivington                                  | 8 episodis  |
| 2017       | Channel Zero                   | John Sleator                                     | 6 episodis  |
| 2018       | Crawford                       | Owen                                             | 12 episodis |
| 2018       | The Handmaid's Tale            | Dan                                              | 2x02        |
| 2018       | The Good Cop                   | Sherman Smalls                                   | 1x03        |
| 2018       | One Dollar                     | Bud Carl                                         | 9 episodis  |
| 2019       | Veep                           | Lloyd Hennick                                    | 3 episodis  |
| 2020–2022  | Big Sky                        | Rick Legarski / Wolf Legarski                    | 22 episodis |
| 2021       | American Horror Stories        | Larry Bitterman                                  | 1x03        |
| 2022       | Gaslit                         | Patrick Gray                                     | 4 episodis  |
| 2023       | White House Plumbers           | John N. Mitchell                                 |             |

### Director
| Any  | Títol | Notes      |
| ---- | ----- | ---------- |
| 2017 | Lucky | Pel·lícula |